# Küçükahmet, Dereli
Küçükahmet là một xã thuộc huyện Dereli, tỉnh Giresun, Thổ Nhĩ Kỳ. Dân số thời điểm năm 2011 là 337 người.